# Maria de Württemberg (1816-1887)
.
Maria Frederica Carlota de Württemberg (em alemão: Marie Friederike Charlotte von Württemberg; Estugarda, 30 de outubro de 1816 - 4 de janeiro de 1887) era filha do rei Guilherme I de Württemberg e Catarina Pavlovna da Rússia. Sua mãe era filha do czar Paulo I e da czarina Maria Feodorovna nascida Sofia Frederica de Württemberg que era filha do Duque de Württemberg Frederico II Eugénio o que a tornava prima de seu marido.
Sua irmã a Princesa Sofia de Württemberg casou-se com Guilherme III dos Países Baixos, as duas mantinham um vínculo estreito. Seu pai era filho de Frederico I de Württemberg e Augusta de Brunsvique-Volfembutel, sua tia Catarina de Württemberg era casada com Jerónimo Bonaparte, que fazia com que Maria tivesse ligações dinásticas com os Bonapartes. 

## Primeiros anos
Maria nasceu no dia da ascensão de seus pais ao trono. A educação das irmãs foi sólida e, como a da mãe, direcionada à eficácia política. Maria tinha uma aparência adorável e terna, ao mais alto grau graciosa (Hackländer), além da herança de sua mãe muito rica.
Seu pai o rei Guilherme I de Württemberg nomeou a "Fundação do Marienpflege" em sua homenagem, a princesa Maria tinha 14 anos na época. Durante toda a sua vida, especialmente na segunda metade da sua dela, ela provou ser uma grande padroeira dos cuidados marianos. Seu investimento de 40.000 marcos formou a base do edifício principal construído em 1907/1908. 

### A vida no orfanato
O cuidado das crianças estava nas mãos da esposa do rei tomou conta das crianças como uma dona de casa. Além da escola, os meninos aprenderam a tecer cestas, amarrar escovas, tecer fitas, e fazer sapatos de pisos de palha. Eles tinham que serrar e dividir a madeira, fazer queijo e tricotar suas meias. As meninas aprenderam a costurar, tecer, tricotar, bem como todo o trabalho doméstico. No verão a escola era às vezes realizada à noite, quando durante o dia no campo tinha que ser trabalhado. 

## Casamento
Em 19 de março de 1840,  casou-se com o conde Alfredo Karl Franz de Neipperg, mantendo o título e a posição de membro da família real e com uma extensa separação de propriedade. Seu marido era caracterizado por educação e arte, mas também por um personagem opinativo. Hackländer testemunha a "crueldade" com a qual o Conde Alfred enfatizou sua independência de sua esposa de alto escalão. O casal levou um casamento sem filhos à distância": Maria viveu no Prinzessinnenpalais de Estugarda, que pertencia a ela, juntamente com sua irmã Sofia, a posterior Wilhelmspalais, e veio para Schwaigern apenas no verão temporariamente com sua comitiva na propriedade da família Neipperg.
Em 1853, o Conde Alfredo caiu de uma grande altitude na caça à camurça perto de Bregenz e sofreu um trauma cerebral, como resultado do qual ele teve que ser admitido na instituição mental do estado em Winnenden, onde morreu em 1865. Seu destino casado e sua saúde desafiadora fizeram com que sua personalidade de outra forma dotada e amável amarga e não comestível por austeridades salientes (Massenbach). Maria doou grandes somas de dinheiro para fins sociais, especialmente para o orfanato "Marienpflege" em Ellwangen, cuja padroeira ela se tornou aos catorze anos de idade.